# Renaissance Club Athletic Zemamra
Actualités
La Renaissance Club Athletic Zemamra (en arabe : نادي نهضة الزمامرة الرياضي), plus couramment abrégé en Renaissance Zemamra, est un club marocain de football basé dans la ville de Zemamra, fondé en 14 janvier 1977 par Lahboub Driss, Belkchour Fettoukh et autres.
Le club est promu en Botola 2 à l'issue de la saison 2017-2018, et il évolue aujourd'hui en élite.

## Palmarès
Palmarès de la 1re équipe
- Botola Pro2 (2) :
  - Champion : 2018-19,  2022/23

- Botola Amt1 :
  - Vice-champion : 2017/18

Palmarès de la 2e équipe
- Botola d'Espoir (1) :
  - Champion : 2023/24

## Personnalités

### Entraîneurs
- août 2016-nov. 2016 :  Youssef Fertout
- juil. 2019-déc. 2019 :  Youssef Fertout
- déc. 2019 :  Mohamed Borji (intérim)
- janv. 2020- :  Saïd Chiba

### Joueurs
Hachim Mastour 2022-2023